# Michał Masiak
Michał Antoni Masiak (ur. 15 stycznia 1924 w Poznaniu, zm. 3 grudnia 1993) – polski farmaceuta, profesor, nauczyciel akademicki. 

## Życiorys
Urodził się w 1924 r. Doktoryzował się w 1960, a habilitację uzyskał w 1967 r. W 1975 otrzymał stanowisko docenta, a profesorem nadzwyczajnym został mianowany w 1983 r.
W latach 1954–1957 pracował w Centralnym Laboratorium Klinicznym Ministerstwa Obrony Narodowej w Łodzi. Od 1957 r. był kierownikiem laboratorium II Kliniki Chirurgicznej Akademii Medycznej we Wrocławiu, a w 1974 r. został kierownikiem Pracowni Klinicznej Diagnostyki Laboratoryjnej. Od 1979 r. sprawował funkcję dyrektora Oddziału Analityki Medycznej, a w latach 1981–1987 był prodziekanem Wydziału Farmaceutycznego Akademii Medycznej we Wrocławiu ds. Oddziału Analityki Medycznej.
Zmarł w 1993 r. i został pochowany na cmentarzu św. Rodziny przy ul. Smętnej we Wrocławiu.